# Skoba Island
Skoba Island (englisch; bulgarisch остров Скоба ostrow Skoba, deutsch ‚Klammer-Insel‘) ist eine aus vier aneinandergrenzenden Felsvorsprüngen bestehende, in nord-südlicher Ausrichtung 416 m lange und 176 m breite Insel in der Gruppe der Dannebrog-Inseln im Wilhelm-Archipel vor der Graham-Küste des Grahamlands auf der Antarktischen Halbinsel. Sie liegt 1,64 km westlich von Sprey Island, 6 km nördlich von Lapa Island (Vedel-Inseln) und 9,3 km nordöstlich von Flank Island (Myriad Islands).
Britische Wissenschaftler kartierten sie 2001. Die bulgarische Kommission für Antarktische Geographische Namen benannte sie 2020 deskriptiv nach ihrer Ähnlichkeit mit einer Zeichenklammer.